# Gemballa

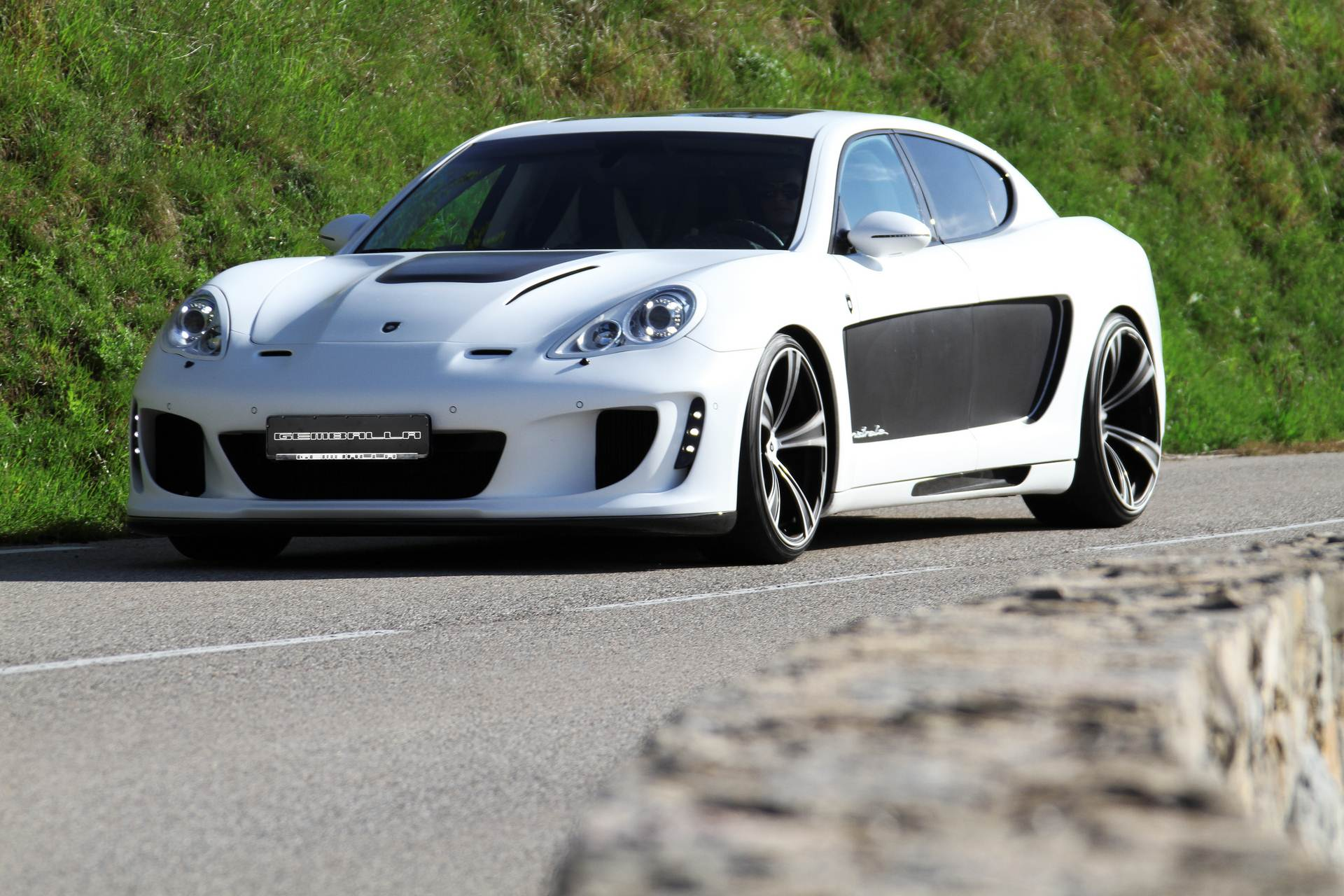
GEMBALLA Mistrale (baserad på Porsche Panamera)

Gemballa är ett tyskt bilföretag som specialtillverkar Porsche-modeller. Företaget grundades 1981 av Uwe Gemballa. I maj 2010 
stängde tyska myndigheter ned fabriken efter att Uwe Gemballa rapporterats försvunnen, han hittades senare död. VD Andreas Schwarz och investeraren Steffen Korbach kunde köpa varumärksrättigheterna och återetablera företaget i augusti 2010 under namnet GEMBALLA GmbH.

### Andraspecialtillverkare
- Hamann Motorsport
- Rinspeed
- RUF
- Techart